# Sam Mercer
Pour les articles homonymes, voir Mercer.
Sam Mercer, mort le 12 février 2024 à South Pasadena (Californie),, est un producteur américain. On le retrouve souvent aux côtés de M. Night Shyamalan.

## Filmographie
- 1995 : Congo
- 1997 : The Relic
- 1999 : 6e Sens
- 2000 : Mission to Mars
- 2000 : Incassable
- 2002 : Signes
- 2004 : Van Helsing
- 2004 : Le Village
- 2005 : Jarhead
- 2006 : La Jeune Fille de l'eau
- 2008 : Phénomènes
- 2010 : Le Dernier Maître de l'air
- 2011 : The Night Chronicles: Devil
- 2016 : Le Bon Gros Géant (The BFG) de Steven Spielberg